# 梅西 (未确认动物)
梅西（Messie ）又称默里湖怪兽（Lake Murray Monster）是指出没于美国南卡罗来纳州默里湖的神秘动物。梅西的历史可追溯至1933年，目击者吉尔伯特·利特尔（Gilbert Little）声称看见湖中有巨大的动物在游动。1980年，《The Independent News》报道了梅西。作家罗杰·曼利（Roger Manly）在2007年出版的《Weird Carolinas》一书中记录一个离奇的事件：三名当事人Buddy，Shirley Browning与Kord Brazell在默里湖钓鱼时遭遇一只如鳄鱼般巨大的动物，它试图接近并爬上船但被击退。已知最后一次来自2012年4月3日，两名男孩Gray Ward与Li Ward遭遇水怪。